# Дръжте Дядо Коледа
„Дръжте Дядо Коледа“ (на английски: Get Santa) е британска комедия от 2014 г. на режисьора Кристофър Смит. Във филма участват Джим Броудбент, Рейф Спол, Уоруик Дейвис, Стивън Греъм, Джоди Уитакър и Кит Конър.